# Auguste Villiers de L'Isle-Adam
Auguste Villiers de L'Isle-Adam (Saint-Brieuc, 7 de novembro de 1838 - Paris, 19 de agosto de 1889) foi um escritor francês, cuja obra, que envolve poesia, teatro e narrativa, é orientada, em grande parte, pelo Simbolismo. Dotado de um vigoroso poder expressivo, é capaz de conferir a suas obras um estilo de tortura, ao mesmo tempo violento e profundamente lírico. Entre sua produção, cabe destacar: Isis (1862), Contes cruels (1883), L'Ève future (1886), Histoires insolites (1888) e Nouveaux Contes cruels (1888).
Os contos de Villiers são diferentes entre si; ao lado de alguns absurdos e exageros, há outros nos quais o humor, a ironia ou o terror macabro dão lugar a situações excepcionalmente sugestivas. Cabe destacar entre eles o "Vera".

## Escritos
Em português
- Axël. Curitiba: Editora UFPR, 2005. ISBN 9788573351347